# Urvaste
Urvaste – wieś w Estonii, w prowincji Võru, w gminie Urvaste.